# Candirejo (Borobudur)
Candirejo is een bestuurslaag in het regentschap Magelang van de provincie Midden-Java, Indonesië. Candirejo telt 3933 inwoners (volkstelling 2010).